# SS-Polizei-Bataillon 2
Le 306e bataillon de police, en allemand : Polizei-Bataillon 306, était une unité de la police de l'ordre (en allemand : Ordnungspolizei) créée fin 1940 à Frankfurt am Main (en français : Francfort-sur-le-Main).
Composée de conscrits allemands, elle comprenait également des hommes issus des territoires occupés assimilés germaniques (en allemand : volksdeutsche). Le bataillon était subordonné à la Schutzstaffel (SS) à partir de 1942, à la suite de la réorganisation générale des forces de police.
Renommé en 2e Bataillon de police SS (en allemand : SS Polizei-Bataillon 2) du 15e Régiment de police SS (en allemand : SS Polizei-Regiment 15), il est initialement déployé sur le Front de l'Est, le 2e Bataillon de police SS a participé à des actions de lutte contre les partisans et à des opérations de « pacification ».
Le 2e Bataillon de police SS a été impliqué dans la Shoah par balles, notamment lors de la liquidation du Ghetto de Pinsk en octobre 1942, où des milliers de Juifs ont été assassinés. Au fil de son histoire, le 2e Bataillon de police SS a été responsable de nombreuses exactions et crimes de guerre et fortement impliqué dans l’Holocauste.
Après avoir été transféré sur le Front de l'Ouest en 1944, le 2e Bataillon de police SS a été dissous en 1945, lors de l'effondrement du régime nazi. Très peu de responsables ou d'hommes du Polizei-Bataillon 306 (2e Bataillon de police SS) ont été jugés pour leurs crimes et de nombreux policiers ont retrouvé leurs fonctions pré-guerre dans l'Ordnungspolizei.

## Historique

### Contexte et formation
« Le nouveau régime note : comprendre le régime nazi. n'était pas une restauration de la tradition impériale. Il était profondément raciste. Les nazis prirent le contrôle des forces de police traditionnelles de la République de Weimar et les transformèrent en un instrument de répression d'État et, par la suite, de génocide. »

— United States Holocaust Memorial Museum
La police de l'ordre allemande constitue un instrument clé de l'appareil sécuritaire du Troisième Reich. Dès l'avènement du régime nazi, Heinrich Himmler, à la tête de la SS, et Kurt Daluege, chef de la police de l'Ordnungspolizei, collaborent pour transformer les forces policières héritées de la République de Weimar en des formations militarisées, aptes à réaliser des objectifs d'expansion territoriale et de politiques raciales,.
Les unités de l'Ordnungspolizei participent activement à l'annexion de l'Autriche et à l'occupation de la Tchécoslovaquie. Lors de l'invasion de la Pologne, les structures policières sont déployées et assurent la sécurité, le maintien de l'ordre ainsi que (pour certaines) la déportation et les exécutions sommaires massives,.
Vingt-trois bataillons de la police de l'ordre interviennent dans l'Opération Barbarossa en 1941, lors de l'Invasion de l'Union soviétique. Deux de ces bataillons soutiennent directement les Einsatzgruppen – les escadrons mobiles de la mort de la SS – ainsi que l'Organisation Todt, chargée des travaux de construction militaire.

« Les policiers jouèrent un rôle central, non seulement dans le maintien de l'ordre public, mais également dans le combat contre les soi-disant ennemis raciaux désignés par l'État nazi. »

— United States Holocaust Memorial Museum
Leur mission consiste à sécuriser l'arrière-garde en éliminant les restes des forces ennemies regroupées sous forme de partisans et groupes de guérilla, en surveillant les prisonniers de guerre soviétiques et en protégeant les lignes de communication ainsi que les installations industrielles capturées.

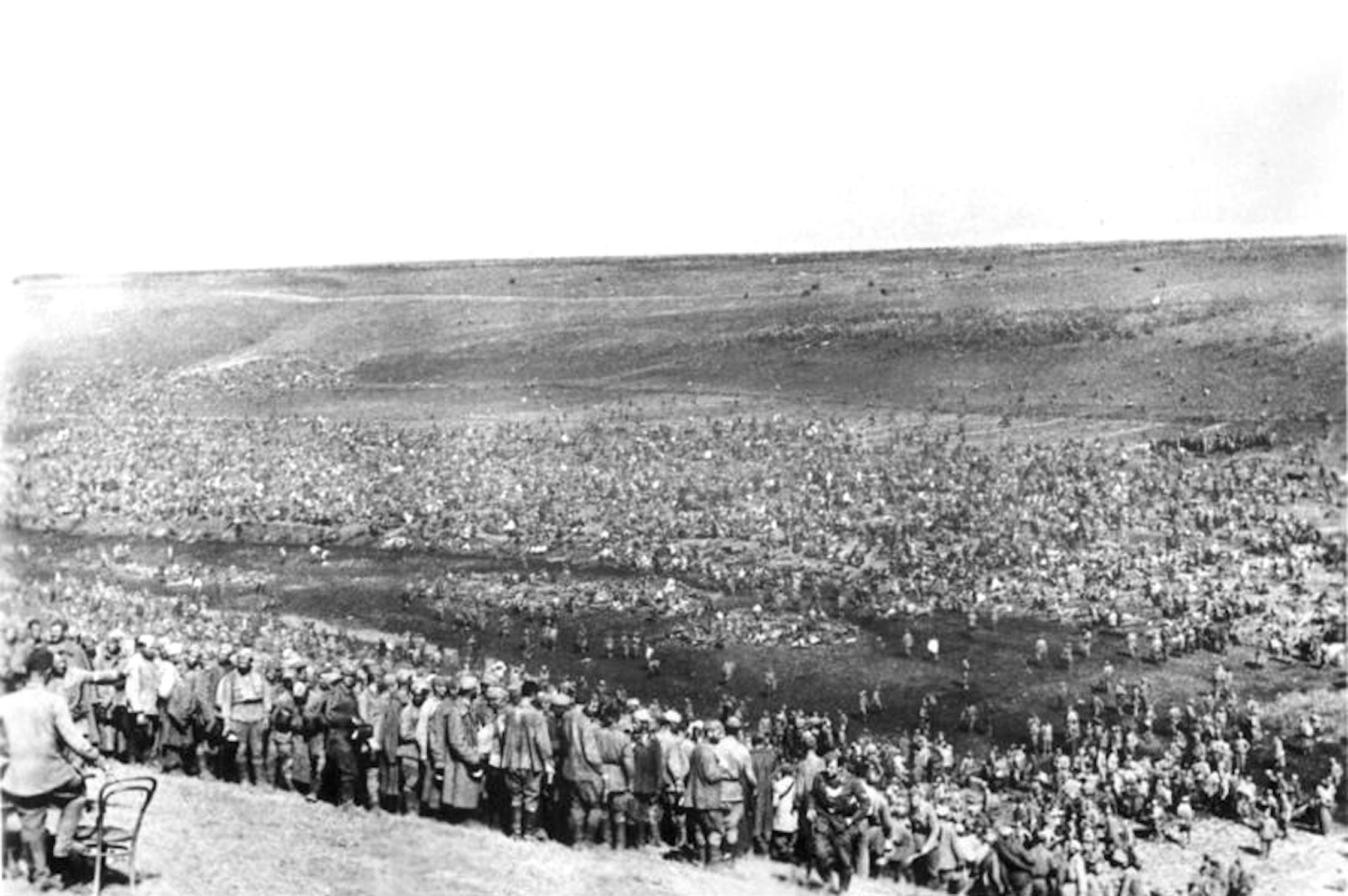
Camp de prisonniers soviétiques improvisé. (1942, Archives Fédérales Allemandes)

Daluege ordonne expressément « le combat des éléments criminels, avant tout des éléments politiques », illustrant la portée répressive de ces unités.
Les formations de la police de l'ordre se constituent par le recrutement d'hommes nés entre 1905 et 1915. Ces troupes, organisées en bataillons, sont complétées par des cadres expérimentés – pour le 306e bataillon de police, ces cadres proviennent majoritairement du « Bataillon d’instruction de la police de Frankfurt am Main » –, lesquels sont fervents adhérents et imprégné à l’idéologie nazie par leurs expériences professionnelles antérieures,.
Cette organisation permet à l'appareil sécuritaire nazi de déployer des unités dans l'exécution des politiques de terreur et de répression.

### 306eBataillon de police
« Les Allemands ont commencé à fusiller les malades ou à les laisser mourir de froid dans la neige.
Entre le 21 et le 28 septembre 1941, le bataillon de police 306 fusille plus de 6 000 prisonniers au Stalag 359B »

— Thomas Earl Porter, chap.  Hitler’s Rassenkampf in the East: The Forgotten Genocide of Soviet POWs 
Le 306e bataillon de police est créé le 3 octobre 1940 de recrues ainsi que du bataillon d’instruction de la police Francfort-sur-le-Main (en allemand : Frankfurt am Main) dans la caserne de police éponyme.

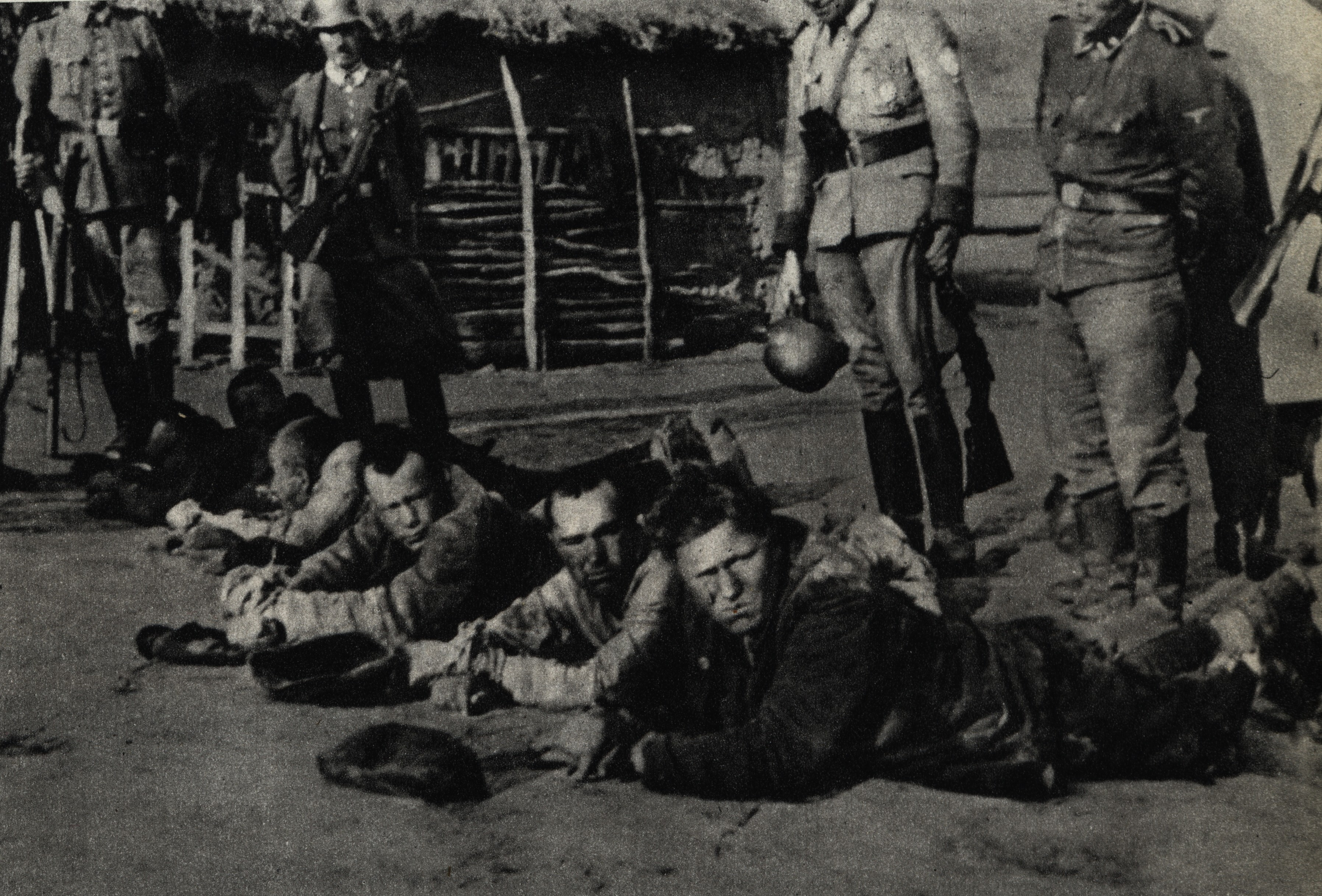
« Pacification » d’un village en Pologne occupée. (Exécution de six villageois dans la province de Rzeszów.)

Transféré à Lublin, le 306e Bataillon de police dépend du Régiment de police où il est affecté à des tâches de garde et de sécurité ; il participe aussi à l'exécution de plusieurs milliers prisonniers soviétiques,, dans les forets avoisinantes ; mais aussi aide à la déportation de Juifs,.
Dans sa mission de « sécurité », à Lublin, le 306e bataillon de police a la charge de la « pacification » de la région environnante. La résultante de cette pacification est une multitude d’exécutions arbitraires, , des incendies de village ou de ferme ainsi que des multiples exactions.
Le 306e Bataillon de police est transféré sur le Font de l’Est, dans le groupe de combat « Jeckeln » dans les luttes contre les partisans. Il est probable que le bataillon de police commette des exactions dans cette mission de sécurisation,.

« (note: en parlant du 15e Régiment de police dans une expédition punitive)  « Dans la ville de Stalino, les envahisseurs allemands enfermèrent dans une grange les habitants d’une maison où logeaient des professeurs, en barricadèrent entrée et mirent le feu à cette grange après l’avoir arrosée d’essence. Toutes les personnes qui se trouvaient dans la grange furent brûlées vives, à l’exception de deux petites filles qui s'échappèrent miraculeusement. »

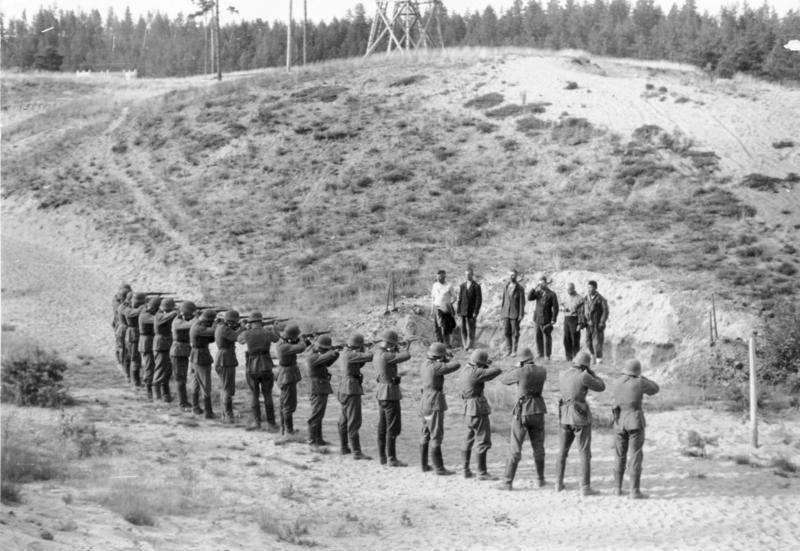
Les partisans soviétiques (ou assimilés) sont fusillés. (Russie-Nord, Exécution de partisans, Archives Fédérales Allemandes)

Après cette période dans le Kampfgruppe Jeckeln, le 306e Bataillon de police est rattaché à la 233e Division d’infanterie pendant un court laps de temps puis, le Polizei-Bataillon 306 intègre le 15e Régiment de police, à l’instar des bataillons de police no 305 et no 310.
Le 15e Régiment de police suit la transformation orchestrée par le reichführer ainsi que le commandant de l’Ordnungspolizei et incorpore la Schutzstaffel. Le Régiment prend le nom de 15e Régiment de police SS (en allemand : Polizei-Regiment SS 15), les bataillons se dotent aussi des runes et sont renommés de I à IIIe Bataillon de police SS. Le 306e Bataillon de police prend le numéro II (en allemand : Polizei-bataillon SS 2).

### 2eBataillon de policeSS
C'est au cours de l'été 1942 que la transformation de l'Ordnungspolizei se termine et que le Polizei-Bataillon 306 est intégré dans le nouveau 15e Régiment de police SS (comme les bataillons de police no 305 et no 310). Par la même occasion, le bataillon est renommé 2e Bataillon de police SS.

#### Massacre du Ghetto de Kożangródek
Kożangródek, actuellement Kazhan-Haradok (en), comporte une importante communauté juive depuis plusieurs siècles. Début de l’Opération Barbarossa, plusieurs décrets successifs ghettoïsent la ville. C’est plus de 1 000 personnes qui sont contrainte à vivre dans des conditions terribles.
Fin août 1942, le 2e Bataillon de police SS est mobilisé dans l’éradication de la population juive du Ghetto de Kożangródek. Le 2e Bataillon de police SS œuvre en étroite collaboration avec d'autres unités de la police allemande et de la SS.
La mission consiste à éliminer l'intégralité de la communauté juive – sans distinction d'âge ni de sexe –, en recourant à des fusillades massives et à des exécutions sommaires. Le bilan de l'opération est lourd, plus de 900 personnes sont abattues, réduisant en quelques heures une communauté historique à l'état de vestiges humains, dans une atmosphère de terreur et de déshumanisation.
Si le Bataillon (encore sous le nom de 306e Bataillon de police) a déjà participé à des opérations « de chasse aux partisans » ainsi que les massacres liés à celles-ci, la liquidation du Ghetto de Kożangródek est la première opération systémique de ce genre pour les hommes de l’ex bataillon de police de l’ordre.

#### Soutien à la liquidation du Ghetto de Łachwa
« La plupart des officiers du bataillon de police 306 engagés dans cette « action » ont fait tout ce qui était en leur pouvoir pour empêcher les Juifs de Łachwa d'échapper à la machine à tuer. »

— (librement traduit de) Yuri Suhl

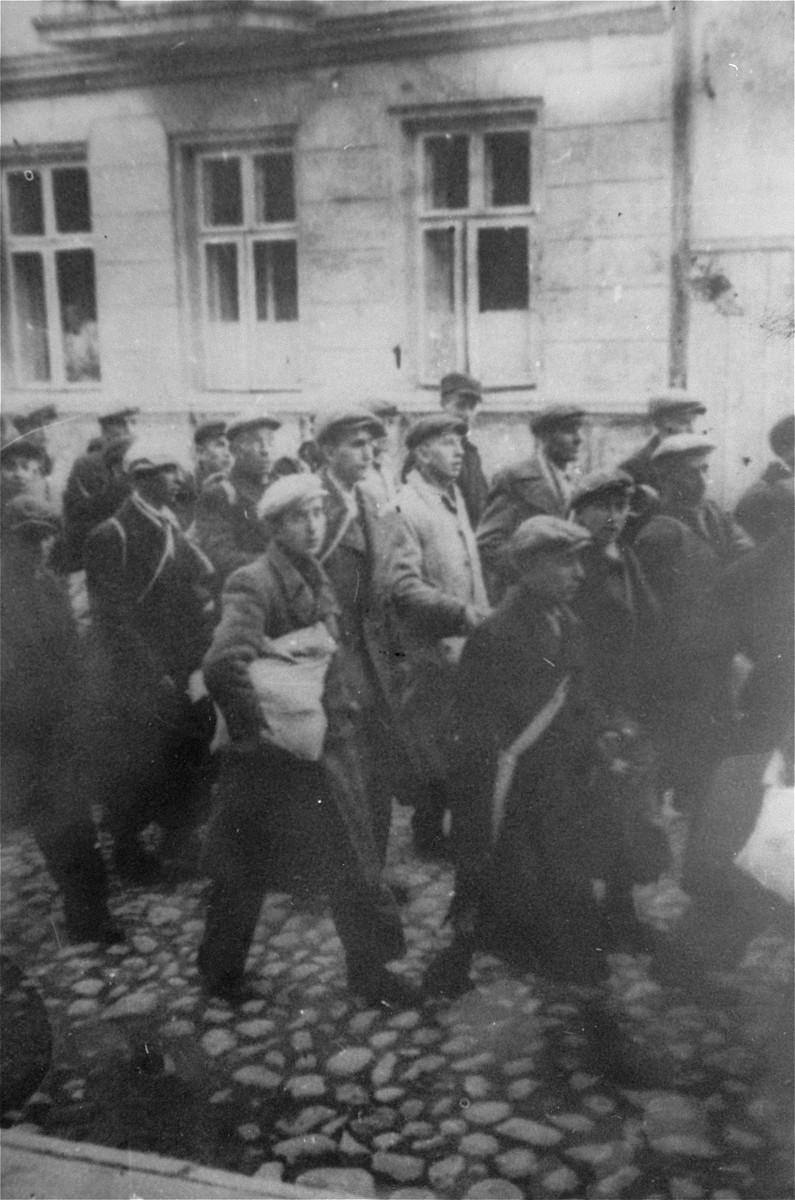
Déportation des Juifs lors de la liquidation d'un ghetto (ici, Ghetto de Brzeziny en Pologne occupée, mai 1942.

Łachwa, village de l’actuelle Biélorussie, est en 1942 un shtetl de la Pologne occupée.
Le village devient l’une des nombreuses enclaves dans lesquelles les autorités nazies confinèrent la population juive avant d’entamer sa liquidation. Cette enclave sera connue comme le Ghetto de Łachwa, où se déroula un des premiers, si pas le premier, soulèvement des ghettos.
En septembre 1942, au cours d'une opération conjointe avec un Einsatzgruppe, le 2e Bataillon de police SS apporte son soutien pour mener à bien la liquidation du ghetto. La participation du 2e Bataillon de police SS se caractérise par la fourniture d'un soutien logistique et opérationnel permettant de sécuriser les zones d'opération et de garantir le déroulement de l'opération de liquidation.
Seul environs 90 personnes survivent à la liquidation du ghetto, où plus de 650 Juifs sont abattus lors du soulèvement, plus de 500 sont fusillés et placés dans des fosses communes ,,.

#### Liquidation du Ghetto de Pinsk
« Avant même la levée du jour, quelques Juifs s’étaient rendu compte que le ghetto avait été encerclé par des forces allemandes. L’un d’eux courut en direction de la clôture pour essayer de s’échapper, mais il fut abattu sur-le-champ d’un coup de feu. »

— Nahum Noneh
Comme dans de nombreux territoires occupés à l’Est, les Juifs sont enfermés dans des ghettos. La région de Pinsk, n’échappe pas à cette « règle ». Pinsk, où la communauté juive est installée depuis plusieurs siècles, se dote du sien où plus de 18 000 personnes sont enfermées pour y vivre dans des conditions déplorables,.
Entre toute fin octobre 1942 et tout début novembre 1942, une opération de grande envergure se déploie dans la ville, et marque le début de la liquidation du ghetto. Dans le but de rendre le territoire occupé « Judenrein » (en français : pur de tout juifs), le 15e Régiment de police SS (dont fait partie le 2e Bataillon de police SS) participe activement à l'exécution d'un massacre de masse, qui s'inscrit dans le cadre d'une stratégie plus vaste de « pacification » de l'arrière-garde sur le Front de l'Est.
C’est ainsi que plus de 18 000 juifs sont tués dans la liquidation du Ghetto de Pinsk, les rares survivants sont envoyés à la mort vers d’autres camps à marche forcée. À ce massacre, seules trois personnes semblent avoir échappé.

« Une fois terminée la sélection des travailleurs qualifiés, les SS se mirent à former des groupes et à les conduire vers les fosses de la mort. Les milliers de Juifs rassemblés sur l’espace du cimetière furent divisés en groupes de deux à trois cents. »

— Nahum Noneh
Les victimes sont soit abattues dans les ruelles confinées du ghetto, soit rassemblées et conduites vers des fosses préparées et destinées à recevoir des cadavres en masse.

« Durant les deux jours suivants (les 30 et 31 octobre), les assassins continuèrent à ratisser l’aire du ghetto, aidés de leurs chiens. »

Cette liquidation témoigne de la froideur administrative et de l'efficacité meurtrière de la machine répressive nazie, et, illustre le mode opératoire utilisé pour anéantir les communautés juives de manière systématique : un rassemblement dans les enclaves, persécutées, affamées, utilisées, massacrées en gardant les personnes encore utiles,...

## Opérations anti-partisans et répressions civiles
« Dans une directive du 4 octobre 1943, Himmler a ordonné à tous les postes de gendarmerie du Reich et des territoires occupés de développer des réseaux d'informateurs, afin de soutenir le processus de collecte d'informations. 
Dans cette directive, Himmler note que les gendarmes ont le « devoir » de développer et d'utiliser des informateurs pour soutenir les opérations antipartisanes (Bandenbekampfung), en particulier à l'Est. 
En outre, il a ordonné que ces informateurs soient mis à la disposition de la police de sécurité et du SD afin d'assurer la « coopération la plus étroite » entre les deux organisations. »

— Edward Westermann
Au cours de l’année 1943, dans le contexte d’un recul progressif des armées allemandes  et face à la montée de la résistance locale, l’unité est mobilisée pour mener des opérations de répression destinées à terrifier, massacrer (sous le terme de pacification) la population et à éradiquer toute forme de soutien aux partisans et résistants.

« (Traduction) Il s'agit là d'un nouveau revirement par rapport à l'annonce faite par Hitler : « Nous ne devons jamais permettre à qui que ce soit d'autre que les Allemands de porter des armes ! [...] Seul l'Allemand peut porter des armes, pas le Slave, ni le Tchèque, ni le Cosaque, ni l'Ukrainien ! ». »

— Philip W. Blood, chap.  Die BandenKampfverbände, p. 191 (dans Hitler's Bandit Hunters: The SS and the Nazi Occupation of Europe)
Cette mobilisation est appelée Bandenbekämpfung (lutte contre les bandits), guerre contre les partisans (en allemand : Partisanenkrieg) voir lutte contre les francs-tireurs (en allemand : Freischärlerkampf) et est dans les mains de la Sicherheitspolizei (la police de la sureté, SiPo), et de la sécurité (en allemand : Sicherheitsdienst, SD) qui contrôle de nombreuses unités de police, .
Cependant, face aux avancées de l’Armée rouge, ainsi que les actions des groupes de résistants et partisans, le 15e Régiment de police SS, dont fait partie le 2e Bataillon de police SS, est pratiquement détruit.

### Réorganisation en Norvège
En mars 1943, les restes du régiment sont envoyés en Norvège pour être réorganisé, reconstitué. Caserné à Mysen (le QG régimentaire est localisé à Sarpsborg), Le 15e Régiment de police SS participe à diverses missions de sécurisation des infrastructures portuaires ainsi que des missions de sécurisation face aux groupes de résistance locaux, le tout avec l’aide d’autres unités déployées localement.
Bien que le nombre de Juifs en Norvège n’est pas élevé, le pays subit lui aussi la Shoah de plein front. Ainsi, sur les 2 000 Juifs résidant dans ce pays du nord, ce sont presque 800  d’entre eux qui ont été déportés. Il semble peu probable que le 2e Bataillon de police SS aide à ces ignominies mais reste concentré sur les opérations de sécurisation.

### Déploiement sur le Front Ouest

#### Contexte général
La signature de l’armistice de Cassibile par l’Italie avec les Alliés le 3 septembre 1943 (et rendu public le 8 septembre), provoque une réaction immédiate de l'Allemagne nazie qui lance l'Opération Achse pour désarmer les forces italiennes et occuper le milieu et le nord du pays (qui ne sont pas encore repris par les Alliés).
Dans ce contexte, l’Ordnungspolizei est déployée en Italie pour maintenir l'ordre et réprimer toute résistance. Ses unités sont chargées de missions de sécurité intérieure et d'opérations de contre-insurrection, notamment dans le nord de l’Italie où la résistance antifasciste est active.

« Les Allemands exercent une pression accrue sur les Italiens pour qu'ils intensifient les arrestations de Juifs qui ont échappé aux rafles précédentes. 
Le 1ᵉʳ décembre 1943, Buffarini-Guidi publie l'ordre de police numéro cinq, qui demande à la police italienne d'arrêter les Juifs chaque fois qu'elle en rencontre. 
Les Juifs sont envoyés dans des camps de concentration, leurs biens sont confisqués, vendus et le produit de la vente est censé servir à aider les Italiens sans abri à cause des raids aériens des Alliés. 
La réaction de la police à ces ordres est lente et confuse ; il y a des ordres et des contre-ordres pour savoir qui arrêter et quand l'arrêter. »

— Victor Failmezger
Cependant, même si la résistance intérieure est drue, « la chasse aux Juifs » ne ralentit pas, et dans le nord de l’Italie s’intensifie même après la capitulation italienne, . Avant cette date, bien que persécutés par le régime fasciste de Mussolini, les juifs italiens ne sont pas déportés massivement vers les différents camps de concentration et d’extermination.

L’occupation allemande qui suit la capitulation marque un tournant. Les Allemands prennent en charge la politique antisémite en plaçant une administration militaro-policière chargée de la traque des indésirables du régime nazi. Cette chasse est souvent exécutée avec la collaboration de fonctionnaires italiens, fascistes locaux.
— Liliana Picciotto
Les arrestations systématiques se succèdent selon un procédé connu et rodé dans les autres pays ayant subi le joug nazi et les déportations : les Juifs sont rassemblés dans des centres de transit, puis déportés par train vers les camps de concentration ou de mise à mort et leurs biens sont confisqués. Les opposants à ces déportations ou ceux qui se sont rendus sont envoyés au travail forcé. C’est ainsi que plus de 8 000 juifs, majoritairement du nord de l’Italie, sont transportés vers la mort.

#### Déploiement en Italie
Fin de l'année 1943, le 2e Bataillon de police SS est déployé dans la région de Milan, s'intégrant dans le dispositif de contrôle allemand de la Lombardie. Le 15e Régiment de police SS, dont fait partie le bataillon, bénéficie, à son transfert en Italie, d'un renforcement important de ses capacités opérationnelles de combat avec l'incorporation d'une compagnie antichar et d'une batterie de lance-roquettes, augmentant ainsi sa puissance de feu et sa capacité à mener des opérations anti-partisans et de répression.
Dans la région milanaise, les missions de contre-résistance du 2e Bataillon de police SS mènent à des arrestations, des meurtres et massacres. Nombre de ces exactions sont ordonnées par Theo Saevecke (en), chef de la Gestapo à Milan et surnommé « le bourreau de Milan » (en italien : il borghese di Milano).
Tant à l’aide du Bataillon que d’unités locales (telle l’Unité de Police Muti, en allemand : Muti-Polizeieinheit), Saevecke fait arrêter et exécuter les résistants (ou soupçonnés comme tels).

##### Massacre de Piazzale Loreto
L’une des illustrations de la barbarie nazie dans la chasse aux résistants est notamment le massacre de la Piazzale Loreto à Milan. Cette place est le théâtre d'une exécution publique orchestrée par les forces nazies et leurs collaborateurs fascistes.
C'est l'une des représailles à l’attentat à l'explosif sur la Viale Abruzzi, qui cause uniquement des pertes civiles (aucune force d’occupation ou collaborationniste est touchée), et où quinze partisans sont sommairement exécutés et leurs corps exposés.

C'est l'un des actes de terreur qui vise à illustrer la brutalité du régime d'occupation et à dissuader toute forme de résistance. L'exhibition des cadavres, laissés à la vue de tous sur la place, et gardés, symbolise les représailles systématiques exercées par les forces nazies.

Le massacre de la place Loreto
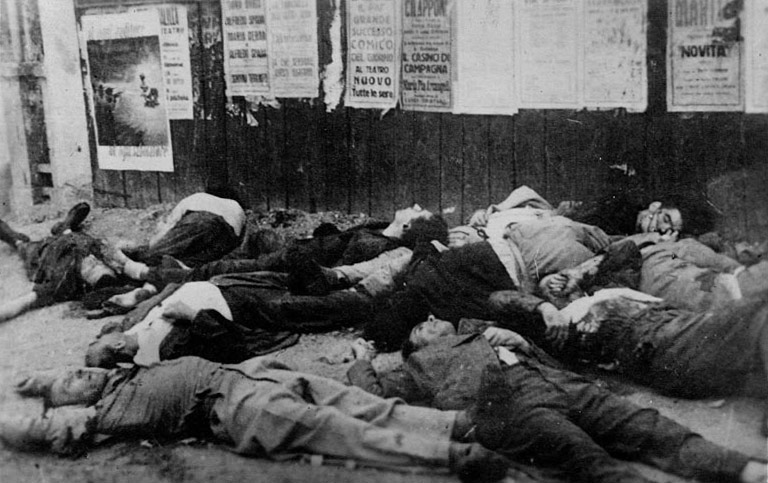
Les corps exposés des 15 prisonniers antifascistes fusillés. Milan, 10 août 1944, Piazzale Loreto.
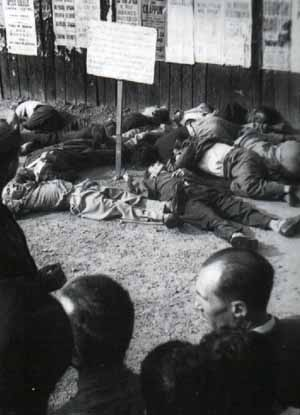
Les corps des fusillés exposés sur la place Loreto
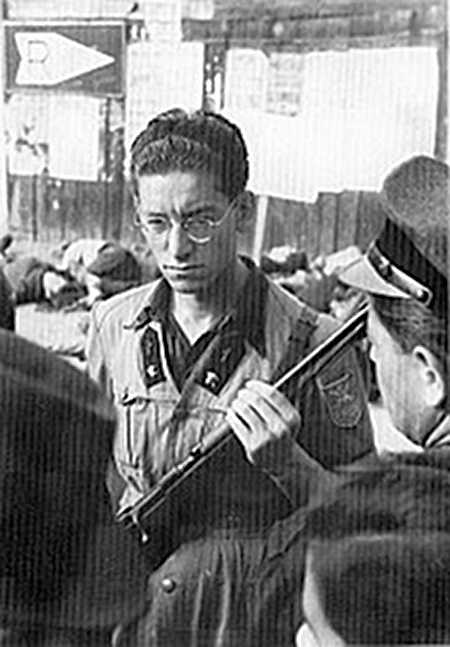
Soldat gardant des cadavres abattus sur la Piazzale Loreto, 1944

##### Déportations des Juifs
L'administration militaro-policière allemande (menée par le SS Theodor Dannecker pour la déportation des Juifs dans le nord de l'Italie), dont fait partie le 2e Bataillon de police SS, met en place un système méthodique de traque et de déportation.
Les Juifs arrêtés sont en premier temps rassemblés dans des centres de transit (tels celui de Fossoli et de Bolzano – que les Italiens appellent camps de déportation) avant d'être déportés en train, principalement vers le complexe d'Auschwitz-Birkenau, mais aussi vers des camps de concentration tel Mauthausen.
Le 2e Bataillon de police SS, caserné à Milan, centre politico-économico-administratif de la Lombardie, joue un rôle central dans la déportation. La ville est un point de rassemblement pour les Juifs arrêtés de la région et la gare centrale est le point de départ de nombreux convois pour les camps de transit.

##### Envois au travail forcés
« La déportation concerna essentiellement trois grandes catégories : les Juifs italiens et les Juifs étrangers présents sur le territoire national ; les officiers, les sous-officiers et les soldats capturés par la Wehrmacht après l'armistice ; les opposants politiques et les résistants qui s'étaient constitués en groupes armés à partir de cette date. »

Dans le prolongement de l'Opération Achse, le bataillon (et plus généralement l’Ordnungspolizei) est également impliqué dans la déportation des militaires italiens désarmés vers l'Allemagne. Ces soldats, considérés comme « internés militaires italiens » (IMI), sont envoyés au travail forcé dans le Reich, participant ainsi à l'effort de guerre allemand. Cette mission s'inscrit dans le cadre plus large des opérations de l'Ordnungspolizei visant à exploiter les ressources humaines des territoires occupés.
Similairement aux déportations de Juifs, les Italiens désarmés, considérés comme « traitres », passent par la gare de Milan sous le contrôle du 2e Bataillon de police SS et des forces fascistes locales.

## Fin de la guerre

### Retour au pays
« Après la guerre, nombre de ces policiers affirmèrent ne pas avoir été impliqués dans les crimes des Nazis. »

— United States Holocaust Memorial Museum, 
Contrairement à la SS, l'Ordnungspolizei n’est pas officiellement qualifiée d’organisation criminelle après la guerre. De ce fait, la majorité de ses membres réintègre la société civile sans être inquiétés par la justice, certains retrouvent leurs fonctions au sein des forces de police en Autriche ou en Allemagne de l’Ouest, et ce, malgré leur intégration au sein de structures plus larges relevant de la SS,.

### Condamnations
« Les tribunaux ont appliqué une version grossière du concept de totalitarisme, selon lequel seuls Hitler, Himmler, Heydrich et leur entourage immédiat étaient les véritables auteurs de l'Holocauste, tandis que la plupart des autres étaient jugés, au pire, comme des complices de l'assassinat. »

— Guenter Lewy
Toutefois, quelques membres du 306e Bataillon de police – également désigné comme le 2e Bataillon de police SS – sont traduits en justice pour leurs implications dans des crimes de guerre et des actes de destruction massive.
Fin des années 1960, plusieurs accusés sont reconnus coupables pour leur participation à l’exécution de milliers de commissaires politiques soviétiques et à l’assassinat massif de Juifs lors de la liquidation du Ghettos de Pinsk et de cinq autres localités environnantes,,. Les peines, variant de deux ans et demi à quinze ans d’emprisonnement,.